# Men of War: Assault Squad
Men of War: Assault Squad (В тылу врага 2: Штурм, littéralement « Derrière les lignes ennemies 2 : Tempête ») est un jeu vidéo de tactique en temps réel développé par Digitalmindsoft et édité par 1C Company, sorti en 2011 sur Windows.

## Accueil
- Jeuxvideo.com : 16/20[1]
- PC Gamer : 81 %[2]